# Église Saint-Pierre de Montières
Pour les articles homonymes, voir Église Saint-Pierre.
L'église Saint-Pierre de Montières est située dans le quartier de Montières au nord-ouest de la ville d'Amiens dans le département de la Somme.

## Historique
Une église paroissiale existait à Montières en 1125, c'était une dépendance du prieuré Notre-Dame-de-Grâce, propriété de l'abbaye de Saint-Fuscien.
La construction de l'église actuelle remonte au XIVe siècle, des modifications ont été apportées aux XVIe et XIXe siècles.

## Caractéristiques
L'édifice est construit en pierre calcaire sur un solin en grès. Le porche au décor gothique flamboyant date du XVIe siècle et les bas-côtés en brique furent construits à la fin du XIXe siècle. Le chœur possède un chevet polygonal et une tour-clocher a été construite à l'ouest. Le bâtiment est couvert d'ardoise.
L'orgue a été construit au XXe siècle par Félix Van Den Brande.